# Charles Du Bos
Charles Du Bos (París, Francia, 27 de octubre de 1882; La Celle-Saint-Cloud, Francia, 5 de agosto de 1939) fue un escritor y crítico literario francés cuya obra está principalmente constituida por diarios y por anotaciones surgidas de clases y conferencias que se convirtieron después en libros. Importantes escritores destacaron la significación de su pensamiento y de sus obras. Para François Mauriac fue el único crítico del mundo interior que existió en Francia en el siglo XX. 

## Biografía
Nació en París, en el distrito XVI, el 27 de octubre de 1882. Su padre, que pertenecía a la alta burguesía, fue amigo del Príncipe de Gales y presidente del Union, uno de los dos clubs más distinguidos de París. Su madre, Mary Johnston, era inglesa y le transmitió a su hijo un conocimiento perfecto de su lengua materna, de tal modo que Du Bos acostumbraba después, en sus escritos, pasar de la lengua francesa a la inglesa con naturalidad y casi siempre, como apuntó un crítico, cuando debía expresar algo muy simple o muy sutil. Ese conocimiento le facilitó la frecuentación y la asimilación profunda de los poetas ingleses que más admiraba: John Keats, William Wordsworth, Robert Browning y Percy B. Shelley. Cursó estudios en la escuela Gerson y en Janson-de-Sailly. En 1899 leyó la obra de Henri Bergson Introducción a la metafísica, y quedó tan conmovido, que años después declaró que en realidad había nacido a los diecisiete años, con la lectura de ese libro.  En el año 1900 se trasladó a la Universidad de Oxford, donde cursó durante un año en Balliol College. En 1902 rindió su licenciatura inglesa y en 1903 cumplió su servicio militar. Después residió en Venecia y en Florencia, sitios donde adquirió un conocimiento profundo sobre la obra de los pintores Giorgione y Botticelli. A tal punto, que decidió doctorarse en París con una tesis sobre el último de los citados, pero el profesor al que le comunicó su decisión la rechazó porque ya le había encargado el mismo tema a otro alumno. En 1904 viajó a Berlín, donde asistió a cursos del filósofo de la cultura Georg Simmel, quien lo influyó en su desarrollo intelectual y espiritual y le enseñó cómo reconocer y extraer de una obra de arte tanto las ideas como las emociones. En este año también tomó contacto con la obra de Walter Pater, a quien le reconocerá durante toda su vida deberle gran parte de lo mejor de su trayectoria espiritual.
En 1907 se casó con Juliette Siry, una joven igualmente de la alta burguesía, quien se convertirá después, como Z1 (Primerose, la hija de ambos, será Z2), en la principal interlocutora en los diarios de su esposo. Ella se transformará también, cuando al finalizar la Primera Guerra Mundial las finanzas de Du Bos se vean afectadas desastrosamente, en sostén moral y aun material de este, ya que a su indiferencia por los asuntos económicos se agregaba una intransigencia en cuanto a someter sus escritos a los gustos y necesidades mercantiles de los editores.
En 1922 halla un apoyo anímico en las Décadas de Pontigny, un coloquio de intelectuales que Paul Desjardins reunía cada año en la abadía cisterciense ubicada en esa localidad para discutir, durante diez días, cuestiones relacionadas con la literatura y la filosofía. Asistían allí, entre otros, André Gide, Paul Valéry, Roger Martin du Gard, André Maurois, François Mauriac, Lytton Strachey, el crítico alemán Ernst-Robert Curtius. Ese año Du Bos dirigió la “década” consagrada a la poesía y a la mística, y su gran capacidad consiguió que unos asombrados Curtius y Maurois se movilizaran en su favor, el primero escribiendo un artículo muy elogioso en la revista alemana Die Literatur, y el segundo organizándole, en su propia casa, una serie de cursos sobre autores como Keats, Lord Byron, Chejov, Nietzsche, Shakespeare, Goethe y otros.

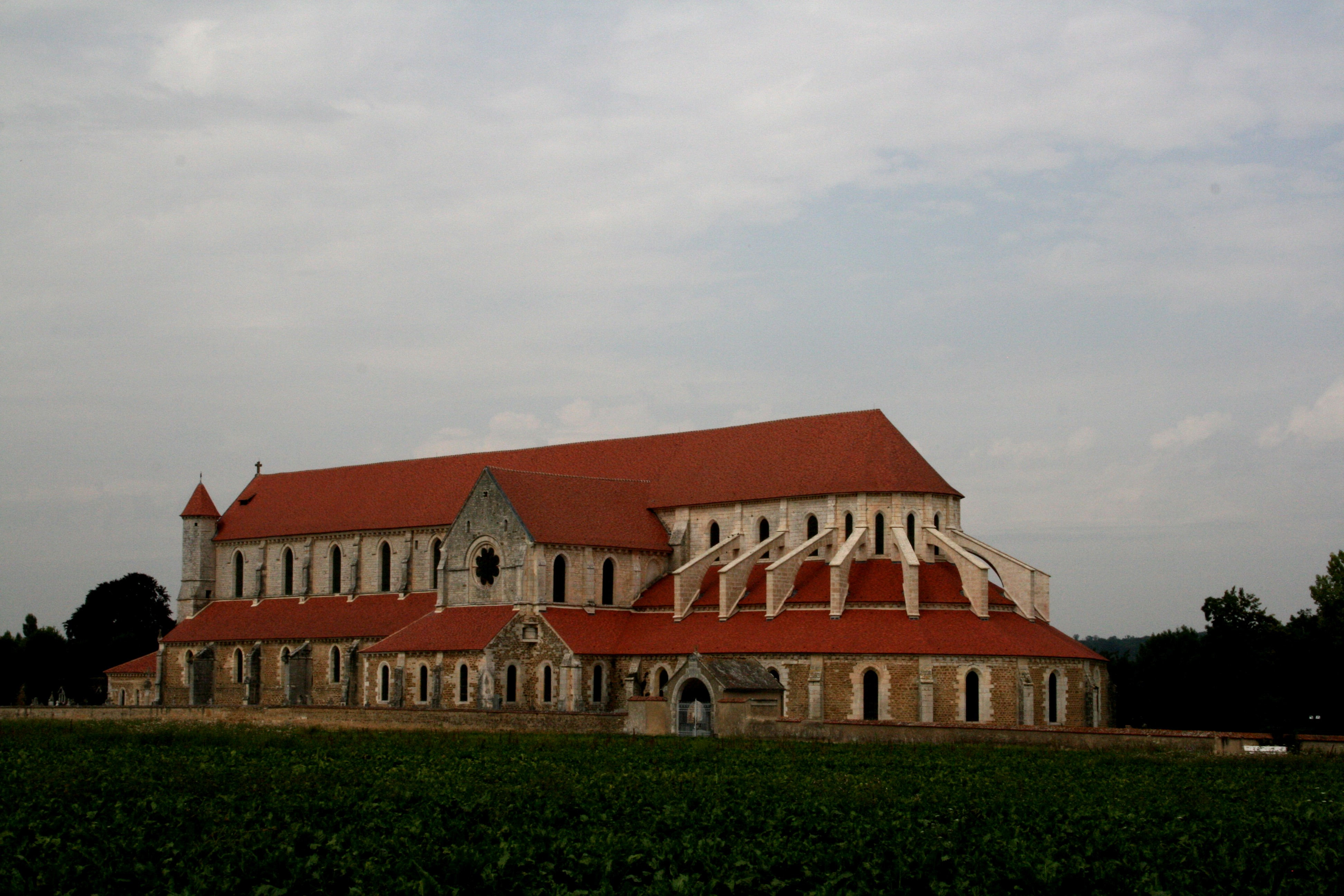
Abadía de Pontigny, donde se desarrollaban las Décadas.

En la década que se extiende de 1920 a 1930 llevó adelante una intensa labor como docente, escritor, crítico y editor. A la par de sus cursos y de los artículos surgidos de éstos que luego editaría en forma de libro, creó para la editorial Plon una colección de autores extranjeros que devendría en una serie exitosa denominada Feux croisés; dirigió para la editorial Schiffrin, con buen suceso, una colección de escritos íntimos, Ecrits intimes. Fundó, con suerte variada, las revistas Textes y después Vigiles. Escribió reseñas y artículos para la célebre Nouvelle Revue Francaise (N.R.F.), una publicación fundada, entre otros, por su amigo André Gide, quien en 1925, al no considerarlo para dirigir la revista al producirse la muerte de Jacques Riviére, su director hasta ahí, dio con ello comienzo al distanciamiento que se fue produciendo en la amistad de ambos. En 1927, con la conversión de Du Bos al catolicismo y la publicación por parte de Gide de su obra Corydon, una apología de la pederastia, la ruptura se volvió definitiva.
A partir de 1930 la religión (y aun la devoción, como señala André Maurois) se va adueñando del tono de sus diarios. San Agustín, san Buenaventura, Teresa de Lisieux, se entremezclan en sus páginas con Keats, Marcel Proust, Rainer Maria Rilke, Henry James, Goethe, los músicos Ernest Chausson, Claude Debussy, Gabriel Fauré, pues a pesar de su condición de convertido no se decide a renunciar a ese trasfondo estético-espiritual que antes, como él mismo decía, había constituido su viático. En 1932, sin embargo, con un estado físico debilitado por la enfermedad y tras una visita a Chartres, se convence de que debe abandonar el aspecto estético a favor del religioso. Como lo explica en sus diarios, “hasta Chartres, los frutos de mi trabajo conservaban un valor de prestigio, del que Chartres los ha desnudado… No hay verdadero prestigio, prestigio válido, como el prestigio de lo insondable, y solamente Dios es insondable”.

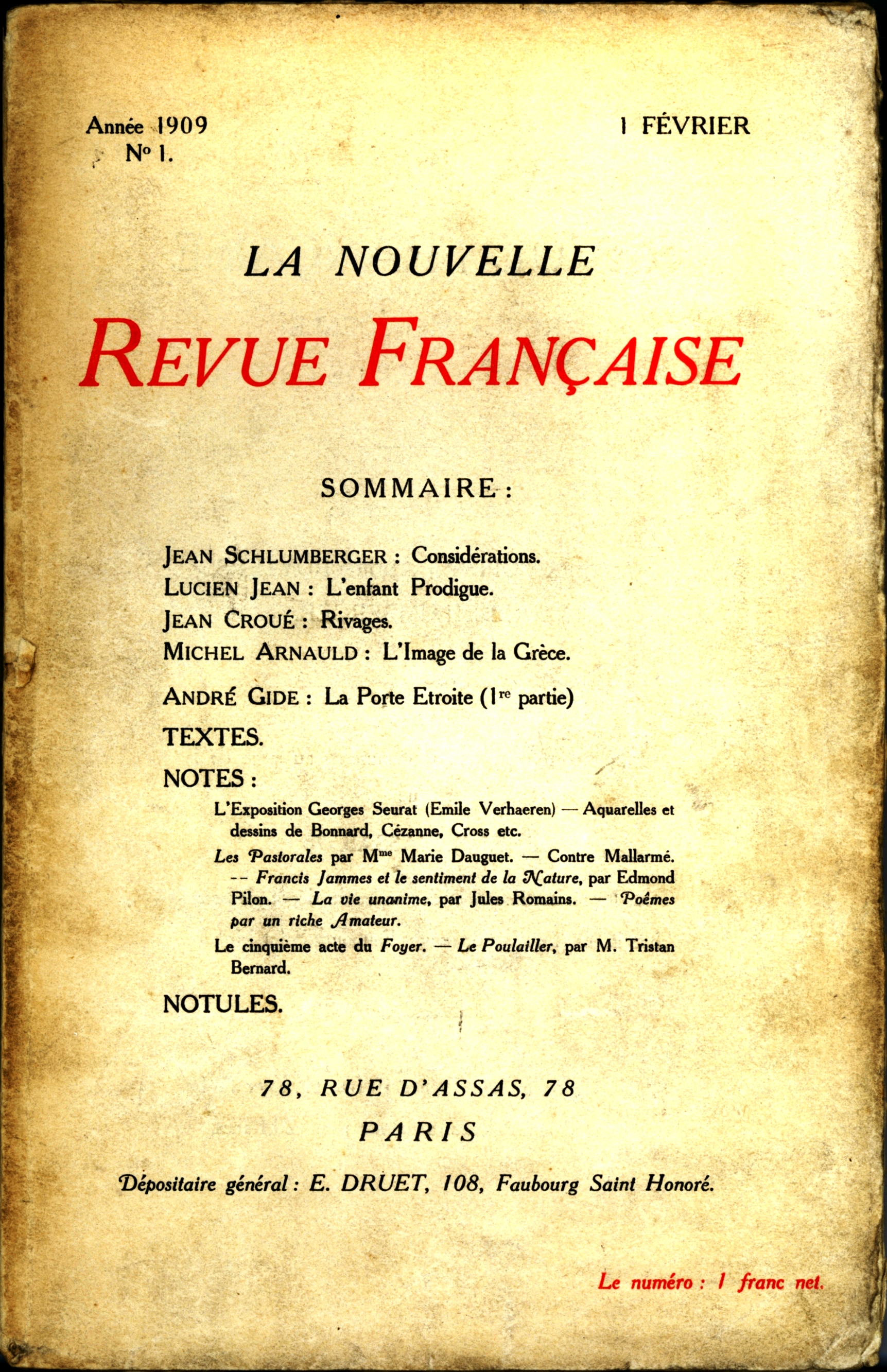
N.R.F., Número 1, febrero de 1909.

Los años siguientes acentúan ese tono y también sus padecimientos físicos. En 1938, sobreponiéndose a los quebrantos de salud, viaja a los Estados Unidos para dictar dos cursos en la Universidad de Notre-Dame, en Indiana, uno de ellos sobre Blas Pascal y el otro sobre Paul Claudel, y cuatro conferencias que posteriormente se transformarán en su libro ¿Qué es la literatura? Cuando un año después las amenazas de guerra en Europa se concretan, se ve obligado a regresar a Francia. Se instala, con la salud muy deteriorada, en La Celle-Saint-Cloud, en una vivienda perteneciente a la familia de su esposa. Allí muere, el 5 de agosto de 1939. “Es preciso tener mucha misericordia”, fueron sus últimas palabras.

## Personalidad y estilo literario
La entrega fervorosa a las cuestiones del mundo intelectual es posiblemente el rasgo más distintivo de la personalidad de Charles Du Bos. Una entrega cuya escrupulosidad y compromiso provocaban, según relatan ciertos testimonios, como los de Ernst-Robert Curtius o de Gabriel Marcel, una cierta sonrisa en sus interlocutores. Curtius relata cómo se sorprendió cuando en Pontigny, luego del primer saludo con Du Bos, este le espetó sorpresivamente la pregunta acerca de si hacía mucho tiempo que no había estudiado o repasado a Plotino (“Avez-vous récemment pratiqué Plotin?”, fue el intempestivo interrogante). Curtius no lo había hecho nunca, en realidad, pero Du Bos (o Charlie, como lo llamaban sus amigos) tenía el convencimiento de que una persona selecta siempre tiene cerca una edición de las Enéadas tanto como una del Hamlet o del Fausto; un indicio, según Curtius, “conmovedor y simpático de su ferviente entrega a las cosas del espíritu, que hoy tan rara se ha vuelto”. Marcel, por su parte, discernía por encima de Du Bos “un firmamento filosófico cuya platónica, y sobre todo neoplatónica constelación, forma indiscutiblemente el centro que no cesó de imantar, siempre más interiormente y más irreductiblemente, su búsqueda”.
En su carácter se destacaba asimismo una meticulosidad densa, desde la que partía al encuentro de los escritores y artistas para convertir el punto de llegada de éstos, es decir su obra, en el punto de partida de su análisis. Un análisis que en la búsqueda de la naturaleza más secreta de una obra o de un autor, de su más pura intimidad, reunía unas cualidades de penetración psicológica e intuitiva con un gusto por las comparaciones con otras artes. Algo semejante, en algunos aspectos, al método utilizado por Marcel Proust en su Búsqueda del Tiempo Perdido. De ese modo, ciertos personajes de la Sinfonía pastoral de Gide le recuerdan las pinturas de los hermanos Le Nain; un poema de Hugo von Hofmannsthal a Giovanni Bellini; los toques sucesivos de Proust se asemejan al “esmalte inalterable de los más bellos Courbet”; Henry James “hace pensar a menudo en Bach, también en Brahms, en quien nada contraría las amplias volutas de cada tema”. 

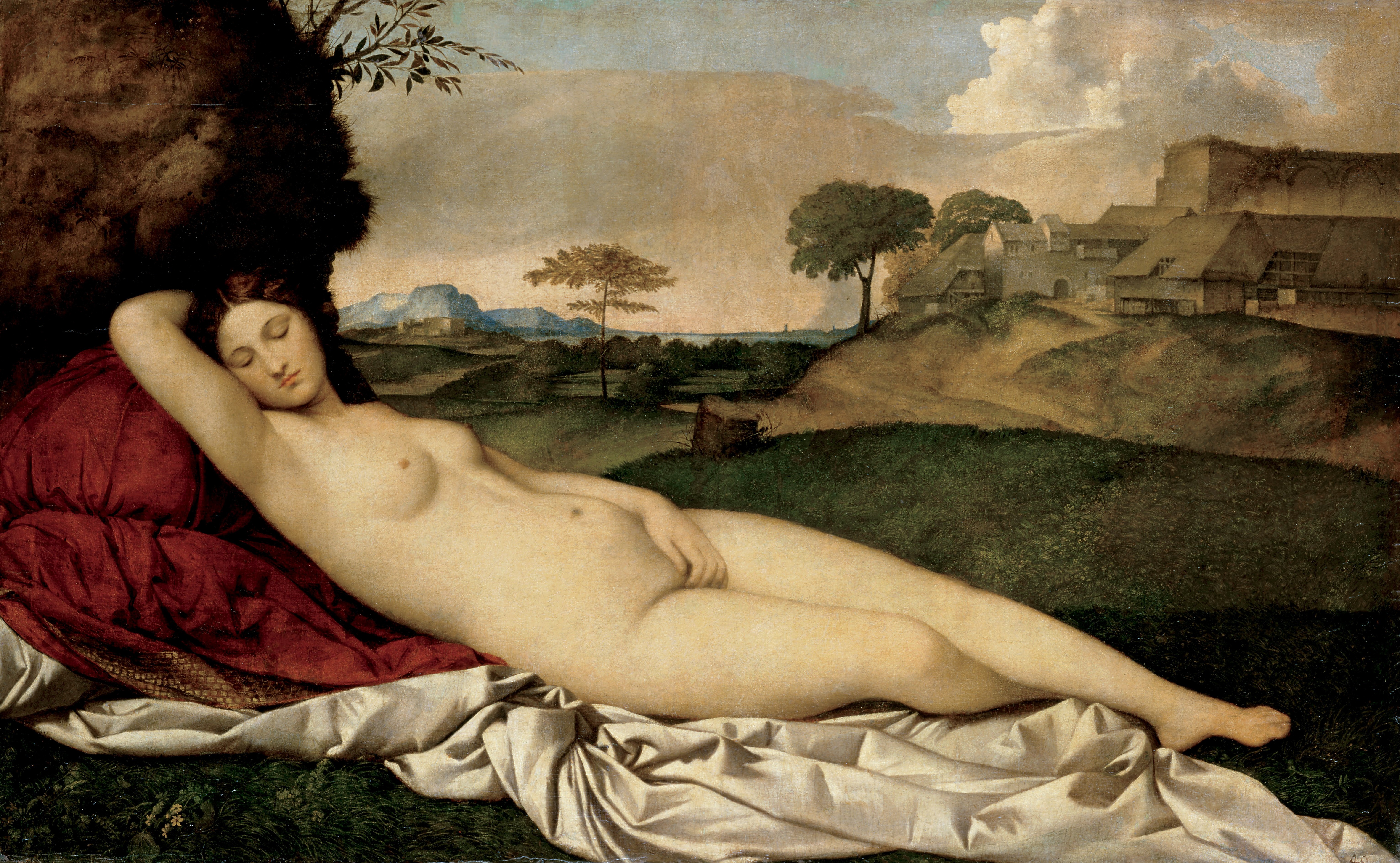
Giorgione. Venus dormida. La pintura favorita de Charles Du Bos.

Su organización sensorial le facilitaba además la identificación de una obra o de un artista con alguno de los reinos de la Naturaleza. Por ejemplo, la belleza del pensamiento y del estilo del Cardenal de Retz evoca para él las carpas y los racimos de Fontainebleau; en la pintura de Holbein “las barbas impresionan como piezas de peletería” y hay en toda ella “cierto aspecto recurrente de cristal de roca y diamante”; los rostros femeninos de Ingres “exhiben la solidez de un líquido espeso que ha encontrado su punto de saturación”… Su método se amplifica hasta clasificar los espíritus: Emerson, Novalis, Gide, entre los escritores, pertenecen al reino mineral; entre los pintores, Piero della Francesca, Van Eyck, Vermeer.
Influido por estos vínculos y estas asociaciones, propios de un pensar en voz alta, de una improvisación brillante que descubre y revela entretanto avanza, su estilo escrito tenía algo de puja entre aquello que busca expandirse y aquello que busca ceñirlo. Su manera de escribir era su manera de pensar. Y esta, según escribió Eduardo Mallea, “era eminentemente digresiva, cortada por grandes llamadas incidentales, extendida en innumerables paréntesis, intervenida por mil objeciones simultáneas, aparentemente profusa, dilatada, densísima; una manera que no da nunca la idea de algo definitivamente acabado, sino de lo que está en constante progreso o devenir”. Algo que se correspondía con la estructura flexible de un diario. Este le brindaba la posibilidad de desechar cualquier plan previo, de abarcar una totalidad que le era cada vez más necesaria, de incentivar su imaginación a partir de asociaciones inesperadas. Desde 1908 y hasta poco antes de su muerte, el diario se convirtió en su forma esencial de expresión, en algo, como lo define Curtius, semejante al “rito de una liturgia psíquica”. En él, su personalidad y su estilo hallaron el mejor punto de coincidencia.

## Obra
La escritura de su diario (Journal) la comenzó Du Bos en 1908, apoyado por el abate (luego canónigo) Mugnier, quien tenía una relación estrecha con el mundo literario. A él le confesó Du Bos su imposibilidad de escribir una obra estructurada de acuerdo con los modelos tradicionales, debido a lo intenso de sus vivencias interiores. Atraído desde siempre por los diarios, las correspondencias, las memorias, estaba ya entre sus planes la escritura de un diario, por lo que solo necesitó la complacencia del abate para comenzar su redacción. Desde ese momento, el Journal se convirtió en la razón de ser de Du Bos. Y en la de su fama. Thomas Mann, impresionado por su lectura, escribió que a partir de Du Bos bien podía un escritor labrarse un nombre con la sola redacción de un diario, que eso era ahora posible. Sus amigos lo apoyaban. “Pase lo que pase, no abandone nunca el ensayo y el Journal: es su forma”, le repetía Gide.  
Una forma en la que se entrecruzan la introspección con los intereses espirituales y culturales más variados, de la filosofía a la música pasando por la literatura. Puede ser un descubrimiento acerca de un escritor, Chejov, por ejemplo:
“El don más misterioso y seguro de Chejov: la instantaneidad. En la primera línea de cada uno de sus cuentos se está allí: no es siquiera la sensación de sumergirse deliberadamente in media res que dan algunos grandes novelistas…” 25 de agosto de 1920.
O un análisis psicológico personal:
“Siete y media de la noche… La vida que llevo, si pone sin descanso en movimiento y en actividad lo que podría llamarse la epidermis del pensamiento —los pensamientos se levantan como perdices, y el sufrimiento peor consiste en no poder detenerse para cazarlas al vuelo, y sobre todo para disecarlas en el silencio del laboratorio—, en cambio mata hasta la posibilidad de una sensación”… 31 de agosto de 1920.
O una observación sobre tal o cual filósofo, en este caso Nietzsche:
“…Ese movimiento se llama pensar contra sí mismo, y nada indica mejor la fuerza y la validez de la organización nietzscheana que el hecho de que haya podido llegar a ser él mismo a partir de ese acto, ya que pensar contra sí mismo —y con esto quiero decir pensar contra el sí inspirado— no tiene otro resultado generalmente que privarse de los últimos recursos que le permiten a uno pensar originalmente…” 12 de enero de 1924.
O una opinión relativa a un artista, en la que se entreverán detalles valorativos de otras artes: 
“Manet me conmueve exactamente como me conmueve el sentimiento de la vida, no en su profundidad, sino en su esplendor, en su fulgurante evidencia, en su presencia inmediata, en el mismo sentido en que me conmueven las flores y las frutas, en el sentido inverso del que el sentimiento de la vida me conmueve en el Beethoven de los últimos Cuartetos, en el Rembrandt de David tocando el arpa delante de Saúl, en el estanque ilimitado de Chejov”… 8 de julio de 1925.
Según él mismo decía, estas leyes flexibles, antimetódicas, le daban la oportunidad de “convertirse” en cada uno de esos temas y después, desde ese interior, secretar la sustancia íntima que les había permitido asumir una identidad y una forma; revelar los procesos hasta ahí desconocidos que los habían revestido con esas identidades y esas formas determinadas. 
Para Ernst-Robert Curtius, estos diarios (que fueron primeramente publicados en forma de extracto (Extraits d`un Journal (1908-1928) fue su título) y luego, a partir de 1946 y hasta 1960, en su versión completa en nueve tomos) conforman un alma en la que a su vez se refleja un estado de alma europeo que había durado un poco más de cien años, y que había empezado con la publicación, en 1798, de la obra Blütenstaub de Novalis. Y según concluye el crítico alemán, una parte esencial de la historia de ese extenso estado de alma, que nunca fue narrado por nadie, se encuentra en el Journal de Du Bos. 
Además de los diarios, Charles Du Bos escribió una serie de estudios sobre distintos escritores que fueron publicados entre 1922 y 1937, en siete tomos y con el título de Aproximaciones. Sus restantes obras fueron Reflexiones sobre Mérimée (1920); Diálogo con André Gide (1929); Byron y la necesidad de lo fatal (1929); François Mauriac y el problema del novelista católico (1933); ¿Qué es la literatura? (1945. Obra escrita íntegramente en inglés); Grandeza y miseria de Benjamín Constant (1946) y La Condesa de Noailles y el clima del genio (1949).

## Obras en francés
- Approximations. Série I (1922), série II (1927), série III (1929), série IV (1930), série V (1932), série VI (1934), série VII  (1937) - Réédition Éd. des Syrtes (préface de Michel Crepu), 2000. 1525 pp.
- Extraits d'un Journal (1908-1928) (2.º édition augmentée). Éditions Corréa, 1931.
- Journal (1921-1923). Éditions Corréa, 1946. Réédition Journal 1920-1925, Éditions Buchet-Chastel, 2003. 1069 pp.
- Journal (1924-1925). Éditions Corréa, 1948.
- Journal (1926-1927). Éditions Corréa, 1949. Réédition Journal 1926-1929, Éditions Buchet-Chastel, 2004. 999 pp.
- Journal (1928). Éditions Corréa, 1950.
- Journal (1929). Éditions Corréa, 1954.
- Journal (Janvier 1930 - Juillet 1931). La Colombe, Éditions du Vieux Colombier, 1955. Réédition Journal 1930-1939. Éditions Buchet-Chastel, 2005. 1054 pp.
- Journal (Août 1931 - Octobre 1932). La Colombe, Éditions du Vieux Colombier, 1955.
- Journal (1933). La Colombe, Éditions Du Vieux Colombier, 1959.
- Journal (Avril 1934 - Février 1939). La Colombe, Éditions du Vieux Colombier, 1961.
- Réflexions sur Mérimée. Albert Messein, 1920.
- Le dialogue avec André Gide. Éditions Au Sans-Pareil, París, 1929. Réédition Éditions Corréa, 1946.
- Byron et le besoin de la fatalité. Éditions Au Sans-Pareil, París, 1929. Réédition Éditions Buchet-Castel, 1957. Puis Archives Karéline, 2009.
- François Mauriac et le problème du romancier catholique. Éditions Corréa, 1933.
- Qu'est-ce que la littérature? (Traduit de l'anglais par Mme Charles Du Bos). Et Dernier journal intime. Suivi de Hommage à Charles Du Bos par François Mauriac, Charles Morgan, Camille Mayran, J. Mouton, G. Marcel, Paule Régnier. Éditions Plon, Collection « Présences », 1945. Réédition Éditions L'Âge d'Homme, Collection Bruit du temps.
- Grandeur et misère de Benjamin Constant. Éditions Corréa, 1946.
- La Comtesse de Noailles et le climat du génie. Éditions La Table Ronde, 1949.
- Goethe : les Plus belles pages. Choisies et présentées par Marcel Brion. Traduction de Porchat, Marcel Brion, Charles Du Bos, Alexandre Arnoux. Éditions Corréa, 1949. Réédition Archives Kareline, 2008, .

## Obras en español
- Extractos de un diario (1908-1928). Editorial Emecé, Buenos Aires, 1947. Prólogo de Eduardo Mallea. Traducción de León Ostrov. 408 pp.
- ¿Qué es la literatura? – El último diario de Charles Du Bos – Homenaje a Charles Du Bos por François Mauriac, Gabriel Marcel, Jacques Madaule y Albert Béguin. Editorial Troquel, Buenos Aires, 1955. Traducción del francés de Ernesto F. Babino. 188 pp.